# Kašpar Šternberk
Kašpar Maria hrabě ze Šternberka (německy Kaspar Maria Graf von Sternberg, 6. ledna 1761 Praha – 20. prosince 1838 Březina), byl český šlechtic z rodu Šternberků a jeden z nejvýznamnějších přírodovědců první poloviny 19. století. Specializoval se zejména na botaniku, geologii a paleontologii. Je považován za jednoho ze zakladatelů paleobotaniky. Shromáždil rozsáhlé a neocenitelné sbírky nerostů, zkamenělin a herbářových položek, které se staly základem sbírek Národního muzea v Praze, které založil.

## Život

### Mládí
Kašpar Šternberk se narodil ve starobylém, ale nepříliš bohatém českém šlechtickém rodě Šternberků jako 5. a poslední dítě a 3. syn v rodině Jana Nepomuka ze Šternberka (1713–1798) a Anny Josefy rozené hraběnky Krakovské z Kolovrat (1725–1790). V mládí toužil být vojákem, brzy se však pod tlakem rodičů a bratrů rozhodl pro církevní kariéru. V 11 letech mu papež Klement XIV. rezervoval místo kanovníka v kapitule ve Freisingu a později i v Řezně. Od mládí projevoval velké nadání pro studia. Mluvil česky, německy, francouzsky a latinsky, později se ještě naučil trochu anglicky.
Studoval na pražské univerzitě filosofii (1777–1779) a v Římě teologii (1779–1782), kde také přijal nižší církevní svěcení. Učiteli byl hodnocen jako žák velmi schopný, ale též vzpurný a bez respektu k autoritám (přesnější by patrně bylo říci, že si autority neurčoval podle titulů). Na přelomu let 1782/1783 odjel do Řezna, kde měl strávit významnou část svého dalšího života. Z počátku dojížděl do Čech, kde se stýkal s kruhem vzdělanců okolo přírodovědce a lékaře Johanna Mayera. V Řezně vstoupil do lóže svobodných zednářů.

### Církevní a politická kariéra
Dne 28. června 1785 se stal kanovníkem řezenské kapituly a krátce poté přijal tonzuru a podjáhenské svěcení. Rok nato se stal dvorním komorníkem a radou řezenského biskupa a spravoval biskupské lesy. V roce 1788 se stal kanovníkem i ve Freisingu a správcem všeho biskupského majetku. V roce 1789 mu zemřel nejstarší bratr Jan, v roce 1790 matka. V roce 1790 se také začal trochu zajímat o přírodní vědy, k čemuž ho inspirovalo založení řezenské Botanické společnosti Jacobem Christianem Schäfferem, jejímiž členy byli mj. Alexandr von Humboldt nebo Justus von Liebig. Hlubší zájem o tuto společnost začal projevovat až později, od roku 1795 se pravidelně účastnil jejích schůzí a přispíval do jí vydávaných Botanisches Taschenbuch, v roce 1800 se stal řádným členem. Začal soukromě studovat botaniku, v níž mu byl prvním učitelem Charles Jeunet Duval. Církevní a politická kariéra však byla v tomto období stále na prvním místě a v mnoha ohledech mu pomáhala, neboť mu jeho politické známosti a cesty do zahraničí umožnily seznámit se s mnoha velkými přírodovědci, zejména ve Francii.

### Vědecké období

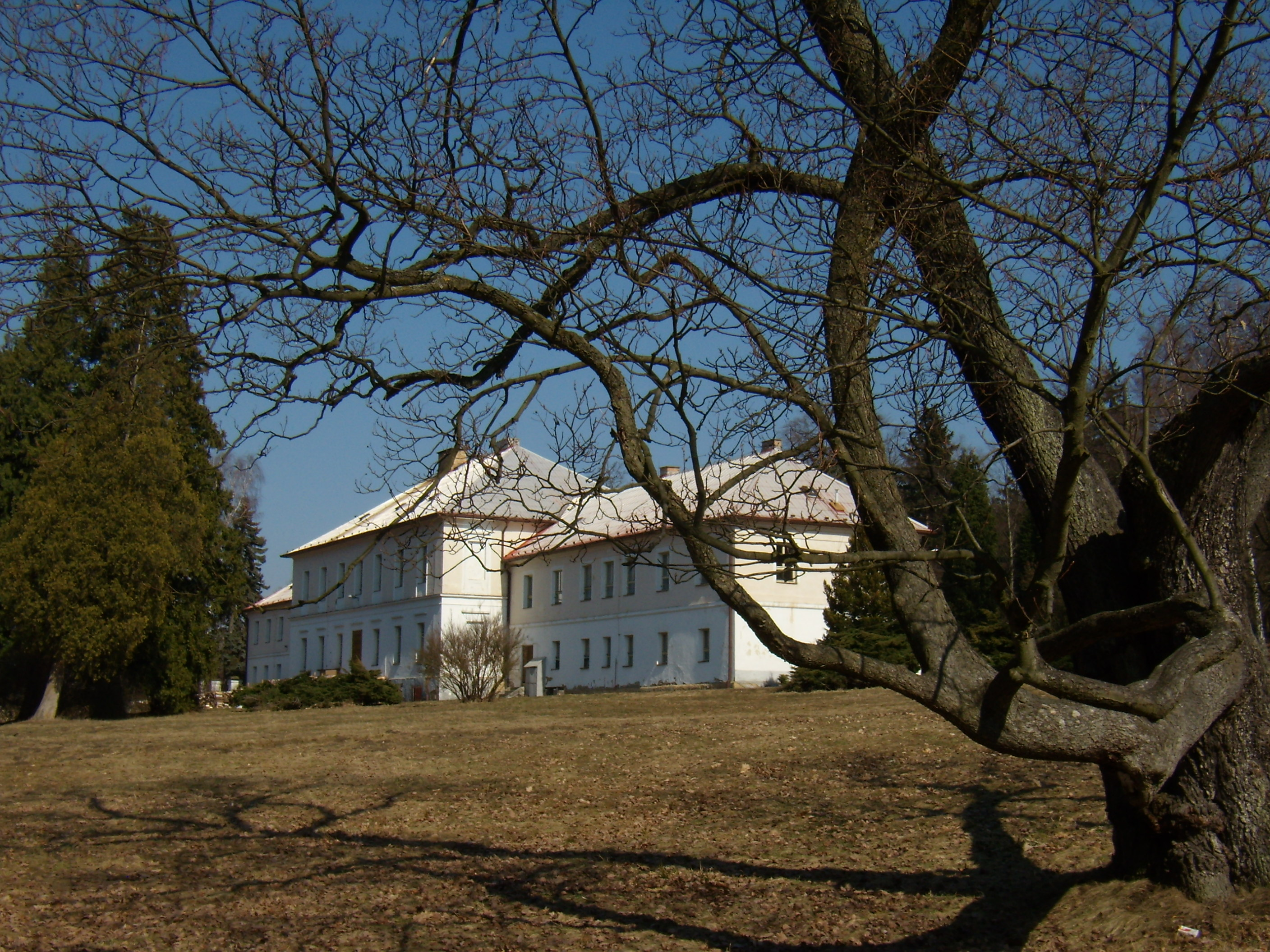
Zámek v Březině, okres Rokycany

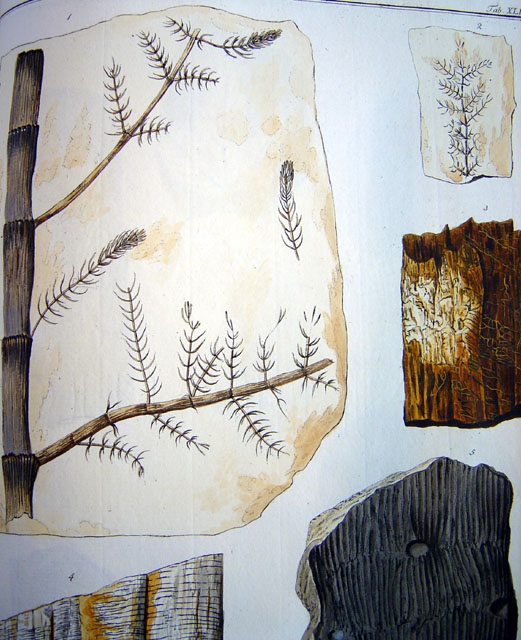
Fosilie přesličky ze Šternberkovy knihy

Slibnou církevní kariéru ukončil po neúspěchu diplomatické mise v Paříži, v letech 1804 až 1805 složil církevní funkce a přijal místo ředitele vědeckých ústavů v Řezně, kde založil botanickou zahradu, zničenou však již za válečného tažení roku 1809. Tento rok byl přelomem v jeho životě i proto, že mu zemřeli oba bratři a stal se jediným dědicem rodového panství v Čechách. Již tehdy začal kromě své vědy pomýšlet na návrat domů. Během pobytu ve Francii se seznámil s Alexandrem von Humboldtem a elitou francouzských paleontologů a botaniků. Z vědeckých výprav, zvláště do bavorských Alp, vytěžil materiál pro latinskou práci Přehled lomikamenů v obrazech. Krátce na to zdědil po starším svobodném bratru Jáchymovi, rovněž zaníceném přírodovědci, západočeské panství Radnice a Darová, s rozestavěným zámečkem Březina. Při dostavbě sídla v Březině zřídil opět botanickou zahradu. Když byly na Šternberkově panství na Břasku, mezi Vranovem a Vranovicemi otevřeny kamenouhelné doly, hrabě vyhledával a dokumentoval zkameněliny pravěkých rostlin, které později publikoval. Dočasně se však těžiště jeho činnosti přesunulo k zemědělské správě statků a k metalurgii. Jeho blízkým přítelem v letech 1820-1832 se stal německý básník a spisovatel Johann Wolfgang Goethe, se kterým ho pojil zájem o geologii, paleontologii a botaniku. Až do básníkovy smrti se navštěvovali a vyměňovali si korespondenci.

### Muzejní a publikační činnost
Projekt Vlastenského muzea v Praze byl pro Kašpara Šternberka spojen s tříletou organizační prací. Kroužek šlechticů - zakladatelů tvořili čtyři bratranci: Kašpar a František Šternberkové, František hrabě z Klebelsberka a František Antonín Kolowrat Libštejnský, ještě s Janem z Neuberka se scházeli na Malostranském náměstí v paláci Kašparova bratrance Františka hraběte ze Šternberka-Manderscheidu. Roku 1818 byl Kašpar ze Šternberka zvolen prezidentem Společnosti pro založení Českého vlasteneckého musea, jemuž odkázal svou knihovnu, paleontologickou sbírku, rodinné portréty a jiné starožitnosti ze svého domu.
Brzy po založení muzea Kašpar vydal německy a vzápětí i česky Pojednání o rostlinopisu v Čechách a v letech 1820–1838 vycházelo společné dílo Kašpara ze Šternberka, Karla Bořivoje Presla a Augustina Cordy – Pokus o zeměpisně botanické popsání pravěkého rostlinstva. O jeho překlad z němčiny do francouzštiny se postaral Kašparův učitel François Gabriel de Bray. Ujal se rovněž uspořádání herbáře českoněmeckého cestovatele, podnikatele a přírodovědce Tadeáše Haenkeho, který dotyčný přivezl z Latinské Ameriky. Roku 1822 se hrabě Šternberk v Mariánských Lázních poprvé osobně sešel s Johannem Wolfgangem Goethem, jehož vědeckou činnost celá léta sledoval a obdivoval.

### Poslední projekty

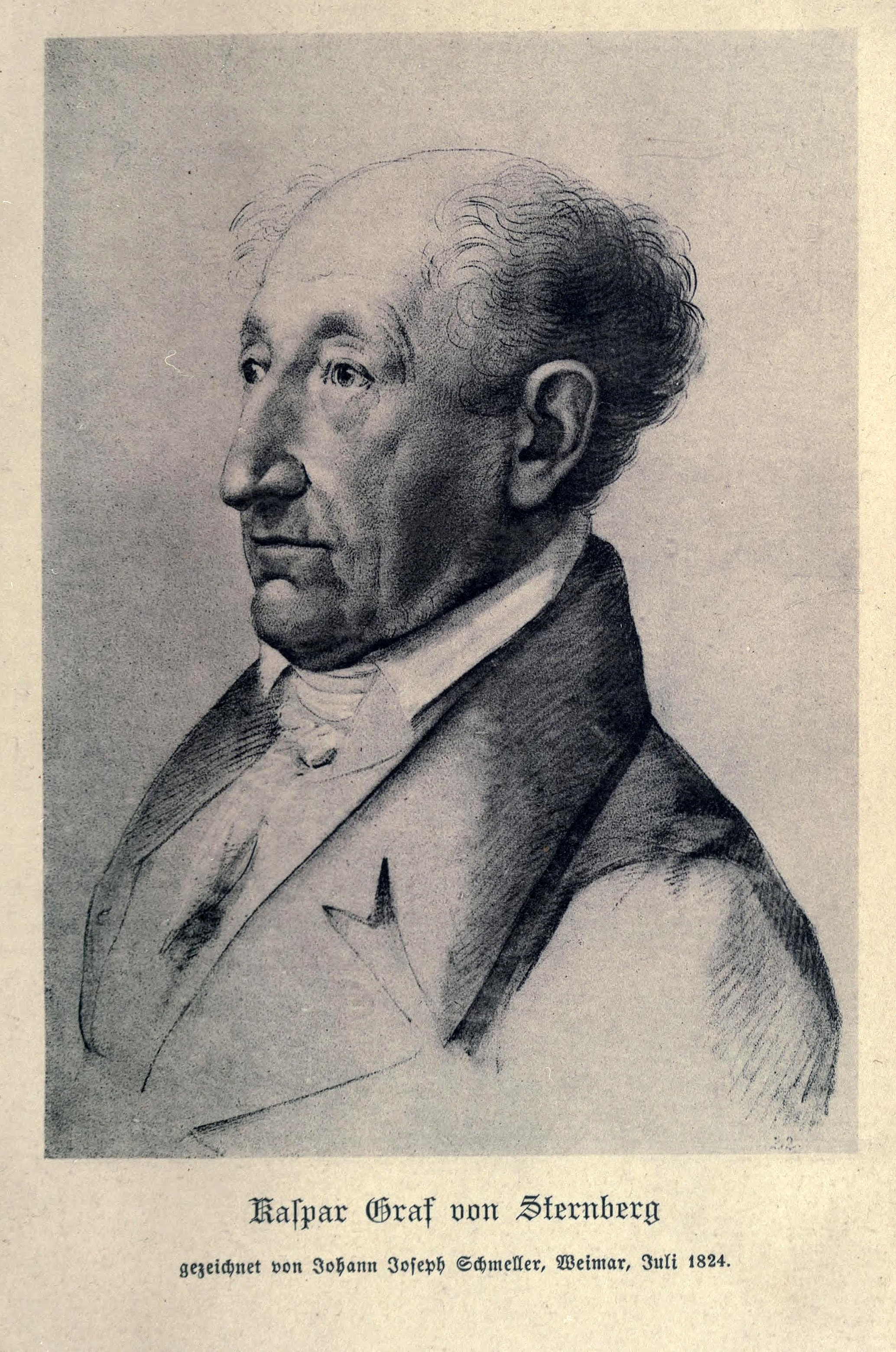
Kašpar Šternberk v roce 1824

- Lánská koněspřežka: v roce 1825 byl hrabě Šternberk jedním z klíčových podílníků Pražské železniční společnosti, která v roce 1827 obdržela koncesi pro stavbu Lánské koněspřežky. Vyměřováním tratě byl pověřen Joachim Barrande, který při tom učinil mnoho přírodovědných objevů.
- Studium a publikace Hornictví v Čechách (1836–1838)
- Uspořádání přírodovědeckého kongresu v Praze roku 1837: byl to 15. kongres německých lékařů a přírodovědců, na nějž do Prahy přijelo 495 delegátů z 11 zemí. V úvodním projevu Šternberk vyzdvihl úspěchy české přírodovědy a význam nejstaršího univerzitního města střední Evropy[8].

V roce 1836 se v Praze zúčastnil korunovace Ferdinanda V. Dobrotivého na českého krále jako zástupce c. k. nejvyššího komořího.

## Smrt a hrobka
Hrabě Šternberk trpěl oční chorobou. Zemřel téměř slepý, po několika mrtvicích na svém březinském zámku. Jeho smrtí vymřela leopoldinská větev rodu. S veškerými poctami, po zádušní mši a po pohřbu v Praze bylo jeho tělo převezeno do rodinné hrobky ve Stupně.

## Dílo
- Paměti (1868 je vydal František Palacký, 1909 je pak jako kritické vydání doplněné o různé verze a vyškrtnuté pasáže ze Šternberkovy pozůstalosti vydal Vladimír Helekal).
- Několikrát byla vydána jeho rozsáhlá korespondence s Goethem (1820–1832)
- Kašpar Šternberk má v Mezinárodním rejstříku jmen rostlin  zkratku Stern..[10]

## Památky

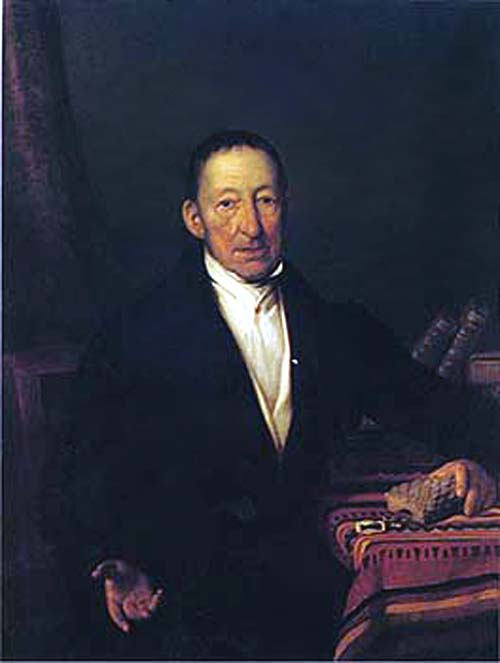
Kašpar Šternberk, portrét od Alexandera Clarota, 1818

- Bronzová socha v Panteonu Národního muzea (1900), dílo Josefa Kvasničky.[11]
- Portrét Kašpara Šternberka, olejomalba na plátně, A. Clarot 1818; visí v někdejší ředitelně historické budovy Národního muzea
- Jméno Kašpara Šternberka je umístěno na tabulce pod okny historické budovy Národního muzea v Praze spolu s mnoha dalšími, viz Dvaasedmdesát jmen české historie.